# Retable de sainte Lucie (Lotto)
Pour les articles homonymes, voir Retable de Sainte Lucie.
Le retable de sainte Lucie (en italien, Pala di Santa Lucia) est une peinture réalisée par Lorenzo Lotto. Signée et datée de 1532 (L. Lotus 1532), elle est conservée à la Pinacoteca civica e galleria di arte contemporanea à Jesi. 

## Historique
Entre ses productions à Venise et la région des Marches, Lotto répond en s'adaptant à de multiples commandes. Le tableau est destiné à la confraternité de Santa Lucia de la ville de Jesi, les reliques de la sainte étant proches, à Venise.
Un contrat l'engage le 11 décembre 1523 pour le tableau destiné à une chapelle de l'église San Floriano mais sa réalisation commencée en 1528 se prolongea jusqu'en 1532.
Le tableau est transféré dans le musée en 1870 après la suppression de l'église.

## Iconographie
Tirée de La Légende dorée de Jacques de Voragine, l'histoire de sainte Lucie de Syracuse comporte plusieurs épisodes dont la scène principale montre la sainte condamnée pour avoir donné ses biens aux pauvres plutôt qu'aux idoles par le consul romain Paschasius mais empêchée divinement par le Saint-Esprit de bouger, fixée au sol, malgré les efforts de ses bourreaux (1 000 hommes et 1 000 paires de bœufs)  et de magiciens pour l'entraîner vers son supplice en un lupanar, lieu de prostitution.

## Composition
Le  panneau principalDe 335 × 188 cm, il centre la représentation sur   « Sainte Lucie devant ses juges » (en italien Santa Lucia davanti al giudice) juste après sa condamnation et l'incapacité des bourreaux à la faire bouger.
Cette scène s'inscrit chronologiquement entre le panneau de gauche de la prédelle et le suivant comportant le cortège de 1 000 paires de bœufs.
La prédelleElle comprend plusieurs épisodes de la « Vie de sainte Lucie », encadrant chronologiquement (alternativement avant et après) la scène du  panneau principal.

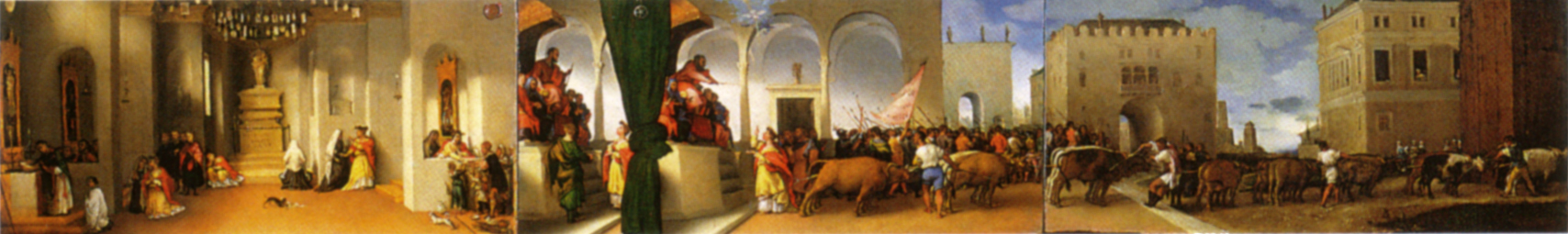

- Panneau de gauche : Lucie (représentée quatre fois) priant devant le tombeau de sainte Agathe, affichant sa piété en requérant pour sa mère malade.
- Panneau central, deux scènes :
  - Lucie devant Paschasius lui demandant de renoncer à sa foi,
  - Sainte Lucie résistant aux bœufs : Lucie condamnée devant son fiancé, mais immobilisée par la grâce divine, malgré le cortège de bœufs essayant de la faire bouger.
- Panneau de droite : continuation du cortège de bœufs et d'hommes dans un panorama de la ville.

## Analyse
Lorenzo Lotto montre sa maîtrise des détails dans un colorisme brillant et une composition animée, avec les détails d’une manche gonflée, d’un chapeau traînant sur le sol, de la baguette impuissante du juge, et sur les diverses expressions des personnages.
Il s'échappe de plus des usages habituels de scènes de la Sainte Famille ou de la Passion du Christ dans le découpage en éléments des prédelles.

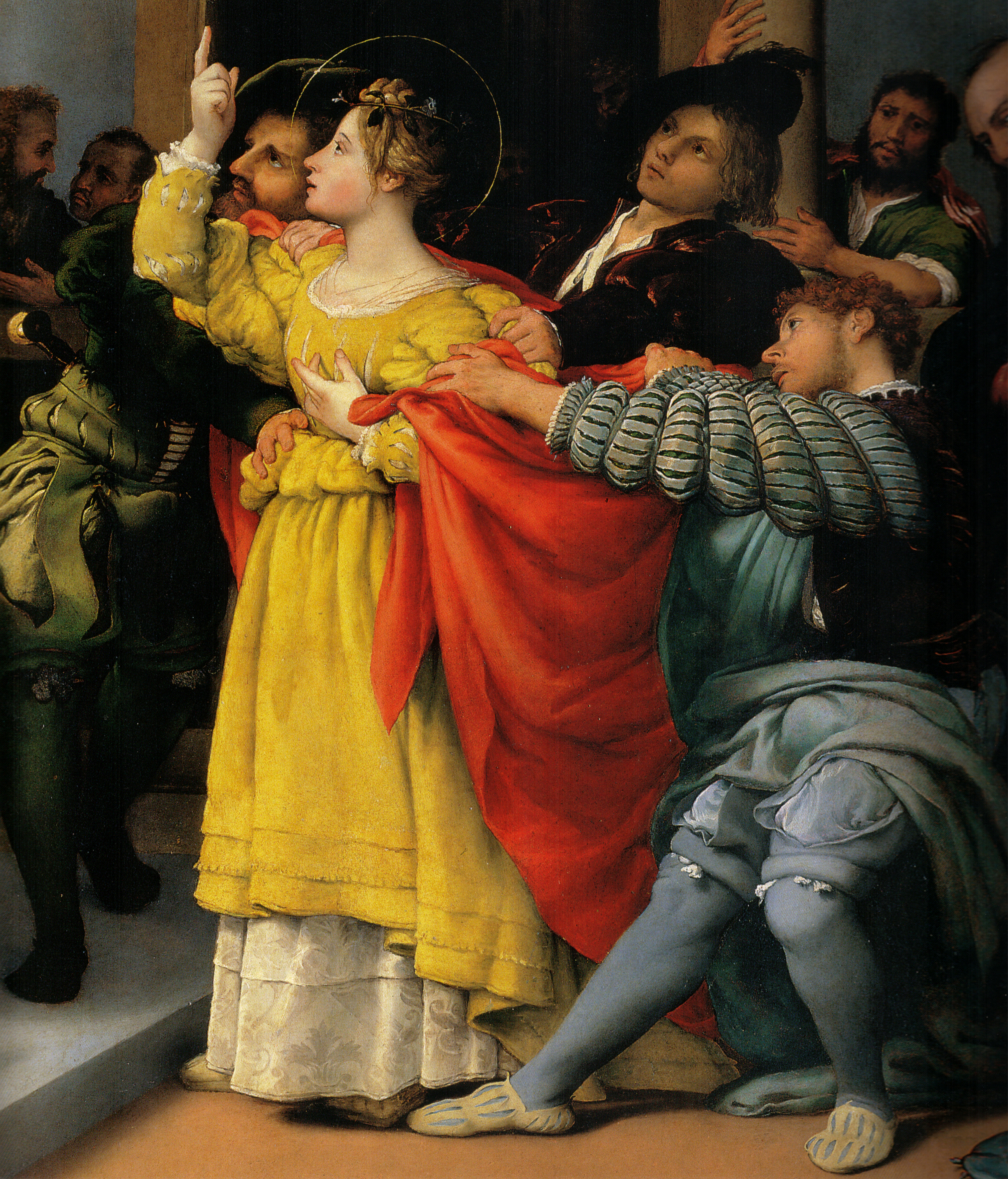
détail 1.
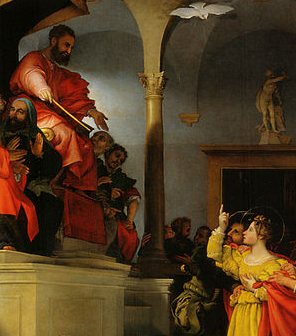
détail 2.
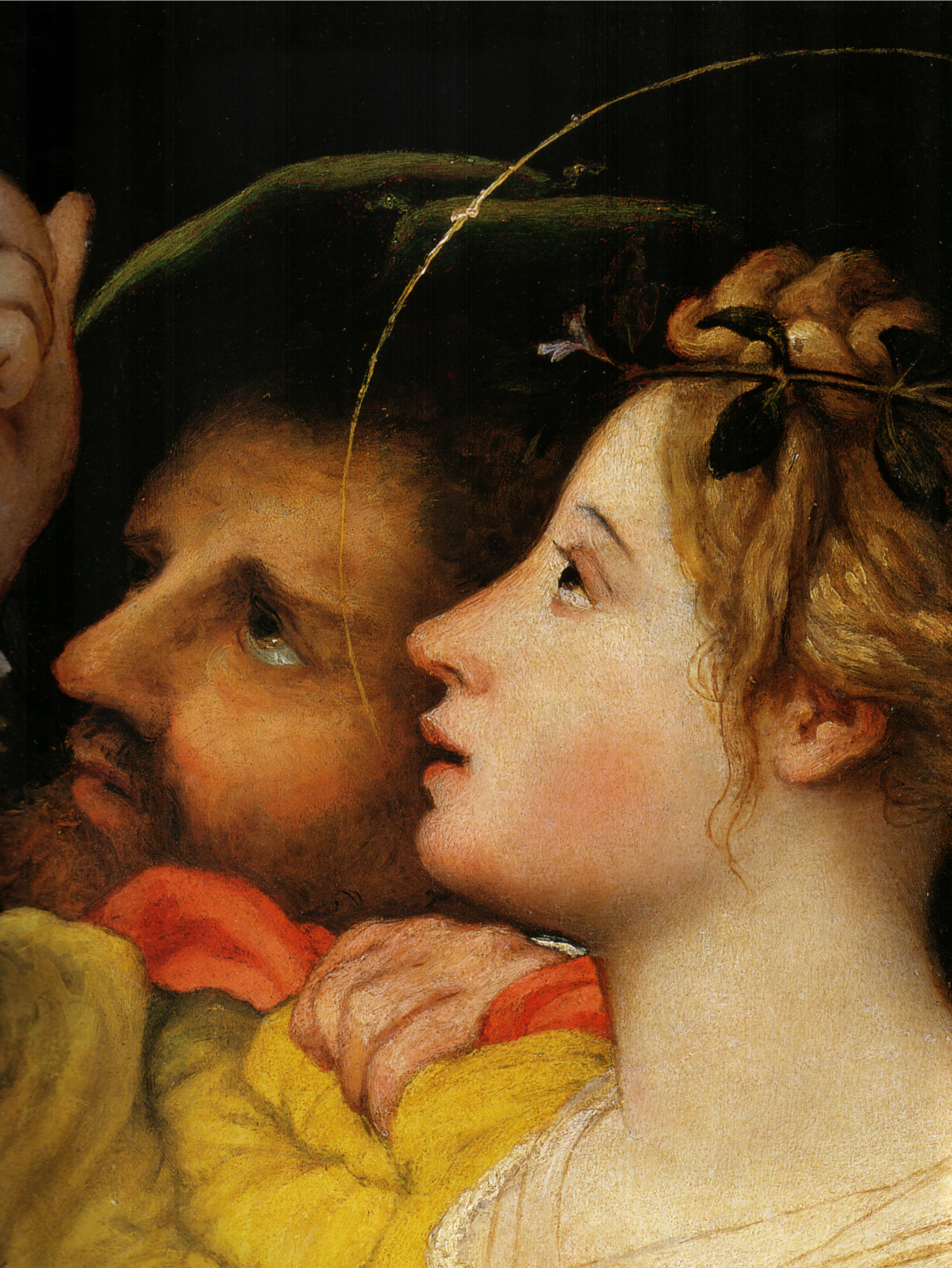
détail 3.
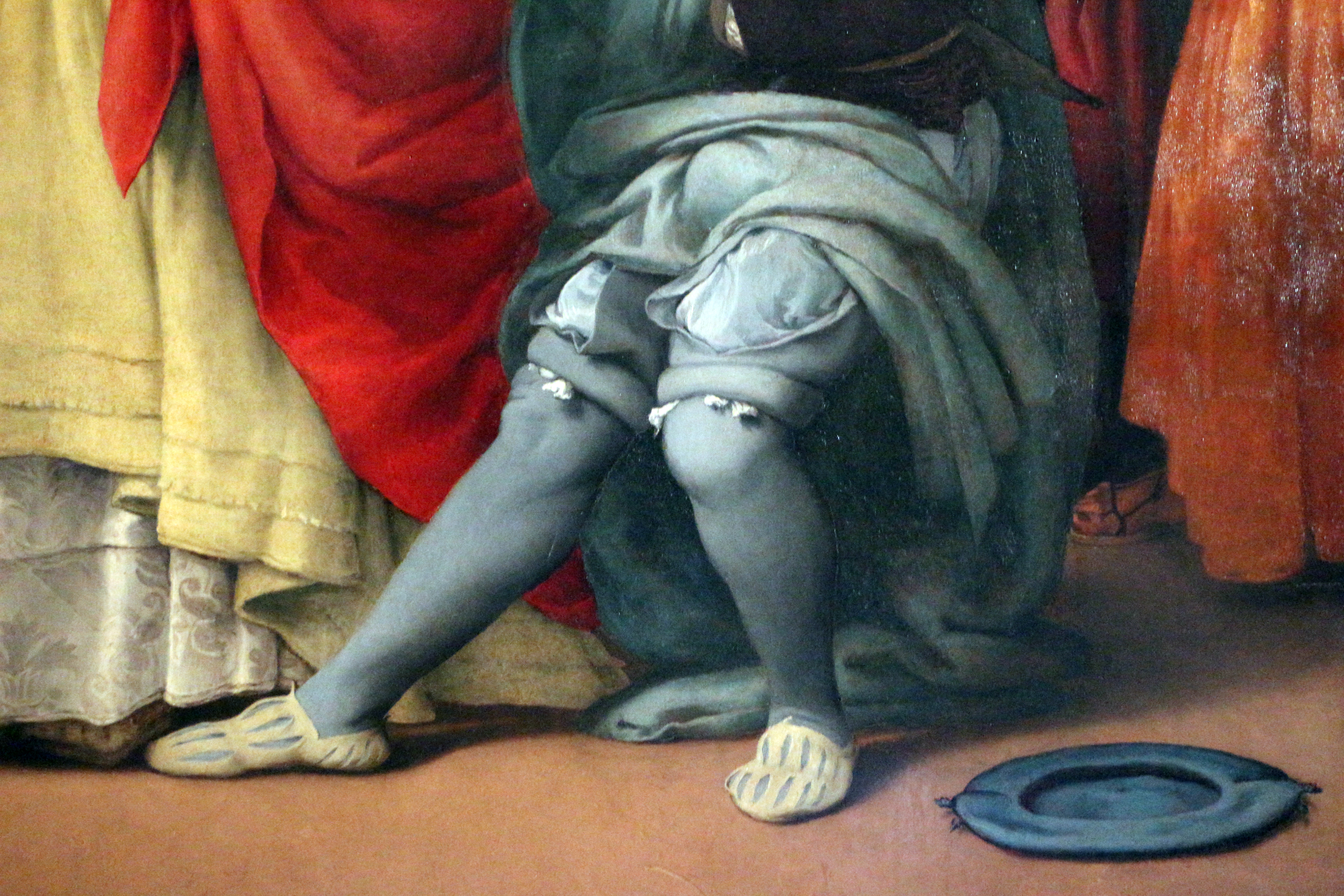
détail 4.

### Composition générale de l’élément central.
La composition du tableau est particulièrement remarquable. Très rapidement, l’on peut dire qu'elle met en tension les diagonales ascendantes et descendantes des rapports de domination entre les personnages et les horizontales des témoins ainsi que les verticales de l'architecture. La sculpture du dessus de la porte faisant ici jonction excentrée entre horizontales et verticales. 
Dans la peinture, sainte Lucie adopte une position davantage ithyphallique au regard du dessin préparatoire du Louvre. Ses mains ne se laissent plus diriger diagonalement vers le juge, mais pointent pour l'une le ciel divin quand l’autre se rabat sur  son cœur. Tout dans sa position concourt à rendre la droiture gracieuse et ferme du personnage. Fermeté d'une posture contrebalancée par un regard soumis à la diagonale du rapport hiérarchique. 
Se joue ici une partie à quatre, à la mesure du carré de la toile. L'Autorité patriarcale et statique du juge d’un côté, l’élan vital vers le Maternel incarné par l’enfant, la revendication que l’on pourrait considérée aujourd’hui comme féministe de Sainte Lucie, réfréné enfin par l’horizontalité anonyme des témoins.
Les deux piliers du fond indiquent l’idéal d’élévation et de justesse que la Renaissance confère à l’architecture, ici le tribunal de justice, que sainte Lucie semble d'ailleurs incarner mieux que le juge coincé en haut à gauche du carré à la limite du hors-champ.
Lorenzo Lotto fait montre encore ici d’une grande délicatesse et d’une subtile douceur dans le traitement de son sujet, et ce, tant par l’éclairage indirect que par une somme de gestes et d’expressions remarquablement peints.